# Nogometna zona Rijeka – Pula 1960./61.
Nogometna zona Rijeka – Pula, također i kao Riječko-pulska zona, VI. zonska nogometna liga prvenstva Hrvatske, je bila jedna od zona Prvenstva Hrvatske, te liga trećeg stupnja nogometnog prvenstva Jugoslavije u sezoni 1960./61. 
 
Sudjelovalo je 12 klubova, a prvak je bio "Uljanik" iz Pule. 

## Ljestvica
| mj. | klub               | ut. | pob. | ner. | por. | gol+ | gol– | bod |
| --- | ------------------ | --- | ---- | ---- | ---- | ---- | ---- | --- |
| 1.  | Uljanik Pula       | 22  | 15   | 7    | 0    | 69   | 14   | 37  |
| 2.  | Orijent Rijeka     | 22  | 16   | 4    | 2    | 71   | 25   | 36  |
| 3.  | Pula               | 22  | 14   | 3    | 5    | 47   | 26   | 31  |
| 4.  | Rudar Labin        | 22  | 10   | 5    | 7    | 65   | 51   | 25  |
| 5.  | Torpedo Rijeka     | 22  | 10   | 4    | 8    | 46   | 36   | 24  |
| 6.  | Grobničan Čavle    | 22  | 8    | 6    | 8    | 39   | 45   | 22  |
| 7.  | Goranin Delnice    | 22  | 8    | 5    | 9    | 42   | 41   | 21  |
| 8.  | Lokomotiva Rijeka  | 22  | 8    | 4    | 10   | 37   | 56   | 20  |
| 9.  | Nafta Rijeka       | 22  | 6    | 5    | 11   | 46   | 61   | 17  |
| 10. | Naprijed Hreljin   | 22  | 5    | 3    | 14   | 29   | 53   | 13  |
| 11. | Mladost Kraljevica | 22  | 5    | 0    | 17   | 31   | 75   | 10  |
| 12. | Štinjan Pula       | 22  | 3    | 2    | 17   | 24   | 63   | 8   |

## Rezultatska križaljka
| kratica | klub               | GOR | GRO | LOK | MLA | NAF | NAP | ORI  | PULA | RUD | ŠTI | TOR | ULJA |
| --- | ------------------ | --- | --- | --- | --- | --- | --- | ---- | ---- | --- | --- | --- | ---- |
| GOR | Goranin Delnice    |     |     |     |     |     |     | 2:2  |      |     |     |     |      |
| GRO | Grobničan Čavle    |     |     |     |     |     |     | 1:0  |      |     |     |     |      |
| LOK | Lokomotiva Rijeka  |     |     |     |     |     |     | 2:3  |      |     |     |     |      |
| MLA | Mladost Kraljevica |     |     |     |     |     |     | 2:10 |      |     |     |     |      |
| NAF | Nafta Rijeka       |     |     |     |     |     |     | 1:4  |      |     |     |     |      |
| NAP | Naprijed Hreljin   |     |     |     |     |     |     | 0:3  |      |     |     |     |      |
| ORI | Orijent Rijeka     | 1:1 | 1:0 | 2:0 | 3:1 | 2:0 | 5:0 |      | 4:2  | 6:2 | 7:0 | 5:2 | 1:1  |
| PULA | Pula               |     |     |     |     |     |     | 0:0  |      |     |     |     |      |
| RUD | Rudar Labin        |     |     |     |     |     |     | 3:5  |      |     |     |     |      |
| ŠTI | Štinjan Pula       |     |     |     |     |     |     | 2:3  |      |     |     |     |      |
| TOR | Torpedo Rijeka     |     |     |     |     |     |     | 1:1  |      |     |     |     |      |
| ULJA | Uljanik Pula       |     |     |     |     |     |     | 2:0  |      |     |     |     |      |
| |                    |     |     |     |     |     |     |      |      |     |     |     |      |
| podebljan rezultat – utakmice od 1. do 11. kola (1. utakmica između klubova) rezultat normalne debljine – utakmice od 12. do 22. kola (2. utakmica između klubova) rezultat nakošen – nije vidljiv redoslijed odigravanja međusobnih utakmica iz dostupnih izvora rezultat smanjen * – iz dostupnih izvora nije uočljiv domaćin susreta prekrižen rezultat – poništena ili brisana utakmica p – utakmica prekinuta 3:0 p.f. / 0:3 p.f. – rezultat 3:0 bez borbe n.i. – nije igrano |                    |     |     |     |     |     |     |      |      |     |     |     |      |

 Izvori: 